# Ла-Бастид-де-Журдан
Ла-Басти́д-де-Журда́н (фр. La Bastide-des-Jourdans) — коммуна во французском департаменте Воклюз региона Прованс — Альпы — Лазурный Берег. Относится к кантону Пертюи. 

## Географическое положение
Ла-Бастид-де-Журдан расположен в 70 км к востоку от Авиньона и в 16 км к северо-востоку от Пертюи. Соседние коммуны: Сен-Тюлль на востоке, Бомон-де-Пертюи на юго-востоке, Грамбуа на юго-западе, Пейпен-д'Эг на западе, Витроль-ан-Люберон на северо-западе.

### Гидрография
Хутор Нотр-Дам, упоминаемый в XIV веке, был известен наличием источников солёной воды. В окрестностях коммуны в лесном массиве у подножия Люберона находится источник Эз.

## Демография
Население коммуны на 2010 год составляло 1308 человек.
| 1962 | 1968 | 1975 | 1982 | 1990 | 1999 | 2010 |
| ---- | ---- | ---- | ---- | ---- | ---- | ---- |
| 471  | 522  | 540  | 597  | 814  | 964  | 1308 |

## Достопримечательности
- Фортифицированный замок сеньоров де Лимэ, XIII век, сохранились руины круглой башни с куполом, часовня.
- Крепостное сооружение близ замка, датированное 1375 и 1388 годами и более поздние крепостные сооружения.
- Многочисленные фонтаны.
- Часовня Нотр-Дам,
- Комтурство тамплиеров в местечке Кавалери, существовало с 1176 года, заброшено в 1503 году. Преобразовано в Нотр-Дам-де-ла-Ретрет в 1706 году.
- Церковь Нотр-Дам, основана в XIII веке.
- Приорат бенедиктинцев Сен-Марсель-де-Лимэ в местечке Канар, сооружён в XII веке. В настоящее время сохранилась церковь в один неф с апсидой.
- Приорат бенедиктинцев Сен-Пьер-де-Помероль в местечке План-де-Сен-Пьер. Сохранились, церковь, часовня Сен-Пьер-де-Помероль и круговое здание голубятни.